# Zbýšov (Kutná Hora-i járás)
Zbýšov település Csehországban, a Kutná Hora-i járásban. Zbýšov Leština u Světlé, Nová Ves u Leštiny, Číhošť, Šebestěnice, Petrovice I, Hraběšín, Žáky, Vlkaneč, Dobrovítov, Schořov, Krchleby, Adamov és Čejkovice településekkel határos. Lakosainak száma 616 fő (2024. január 1.).

## Népesség
A település lakosságának változását az alábbi diagram mutatja:
| Lakosok száma | 1835 | 1652 | 1572 | 1147 | 736  | 617  | 641  | 623  | 630  | 616  |
|               | 1869 | 1890 | 1921 | 1950 | 1980 | 2001 | 2017 | 2019 | 2022 | 2024 |